# Artak Margaryan
Artak Margaryan (11 de noviembre de 1989) es un deportista francés de origen armenio que compite en lucha grecorromana. Ganó una medalla de bronce en el Campeonato Europeo de Lucha de 2013, en la categoría de 66 kg.

## Palmarés internacional
| Campeonato Europeo | Campeonato Europeo | Campeonato Europeo | Campeonato Europeo |
| Año                | Lugar              | Medalla            | Categoría          |
| ------------------ | ------------------ | ------------------ | ------------------ |
| 2013               | Tiflis (Georgia)   | Medalla de bronce  | 66 kg              |